# Nduli
Nduli ist ein Verwaltungsbezirk (englisch Ward) des Distrikts Iringa (MC) in der tansanischen Region Iringa.

## Geografie
Nduli liegt im südlichen Hochland von Tansania, es ist ein Stadtteil im Norden der Regionshauptstadt Iringa. Er grenzt im Nordwesten an Kiwere, im Norden an Kising’a, im Osten an Irole, im Süden an Igumbilo und Kihesa und im Südwesten an Mkimbizi. Bei der Volkszählung 2022 lebten 10.304 Menschen in 2897 Haushalten auf einer Fläche von 135 Quadratkilometern.

## Bevölkerungswachstum
| Nduli: Einwohnerzahlen von 1988 bis 2022 | Nduli: Einwohnerzahlen von 1988 bis 2022 | Nduli: Einwohnerzahlen von 1988 bis 2022 | Nduli: Einwohnerzahlen von 1988 bis 2022 | Nduli: Einwohnerzahlen von 1988 bis 2022 |
| ---------------------------------------- | ---------------------------------------- | ---------------------------------------- | ---------------------------------------- | ---------------------------------------- |
| Jahr                                     |                                          |                                          |                                          | Einwohner                                |
| 1988                                     | 1988                                     |                                          | 2.670                                    | 2.670                                    |
| 2002                                     | 2002                                     |                                          | 5.580                                    | 5.580                                    |
| 2012                                     | 2012                                     |                                          | 6.626                                    | 6.626                                    |
| 2022                                     | 2022                                     |                                          | 10.304                                   | 10.304                                   |
| Quelle(n):                               |                                          |                                          |                                          |                                          |

## Gliederung
Der Bezirk besteht aus elf Stadtteilen (swahili Mtaa):
- Mapanda
- Mji Mwema
- Kilimahewa
- Kisowele
- Kipululu
- Njia Panda
- Mtalagala
- Msisina
- Mibata
- Igungandembwe
- Sombeli

## Infrastruktur
- Bildung: Die Nduli Secondary School ist eine staatliche weiterführende Tagesschule,[9] die Ebenezer Seminari Secondary School eine private Internatsschule.[10] Beide bieten eine Ausbildung bis zur 4. Stufe an.
- Gesundheit: Im Bezirk gibt es eine staatliche und eine private Apotheke.[11][12]
- Straße: Durch den Bezirk verläuft die Nationalstraße T5, die von Iringa nach Dodoma führt.[13]
- Flughafen: In Nduli liegt der Flughafen Iringa.[3]